# Premi Oscar 2013

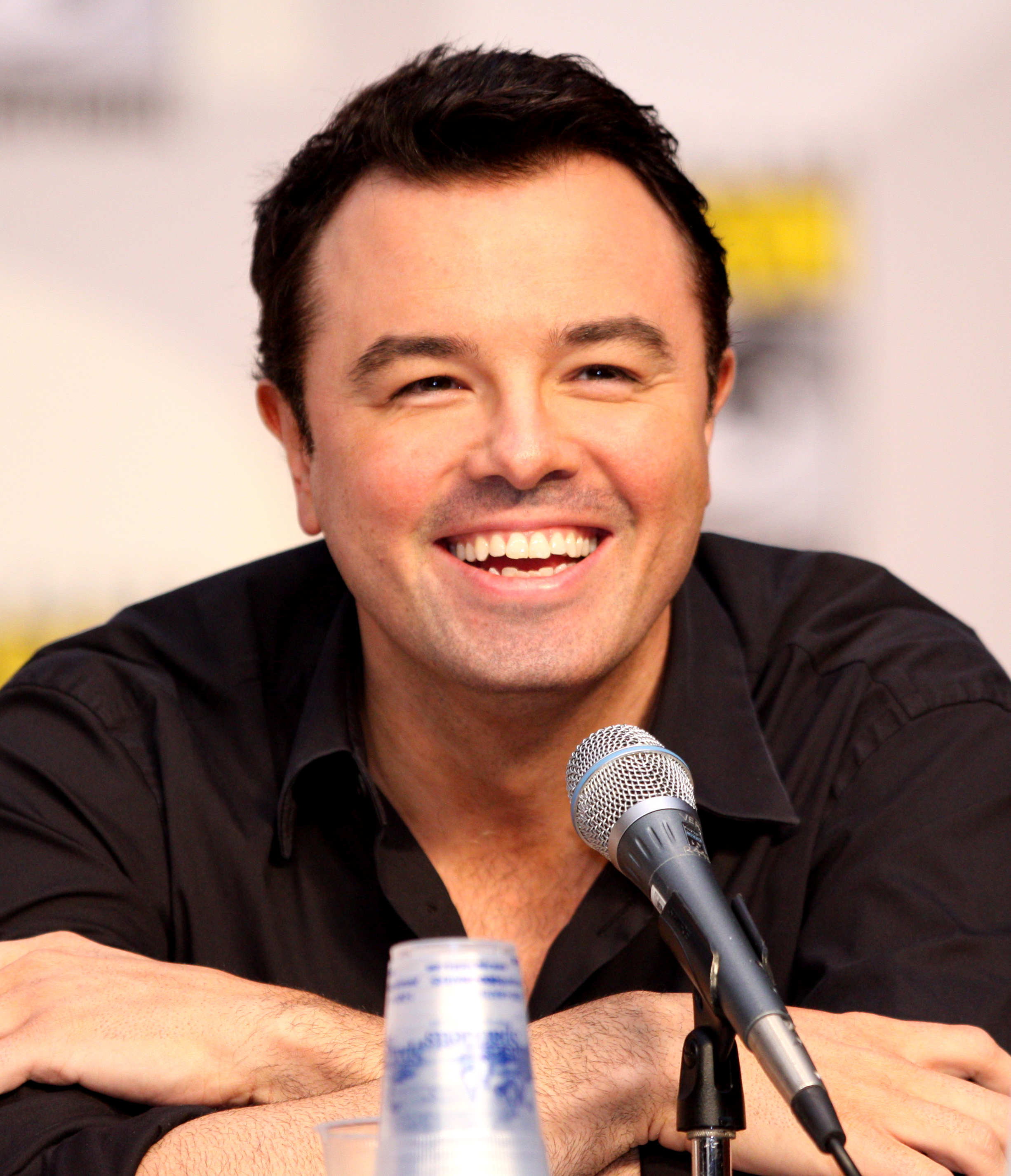
Seth MacFarlane, conduttore dell'85ª edizione

L'85ª edizione della cerimonia dei Premi Oscar si è tenuta al Dolby Theatre di Los Angeles il 24 febbraio 2013. A condurre la serata è stato per la prima volta l'animatore e doppiatore Seth MacFarlane. A trasmettere la trasmissione negli Stati Uniti è stato ancora il Network ABC.
Le  candidature delle varie categorie sono state annunciate il 10 gennaio 2013 dallo stesso Seth MacFarlane e dall'attrice Emma Stone. Viene annunciato che durante la serata verrà celebrato il 50º anniversario della saga dedicata a James Bond con un tributo.
Il film che ha ricevuto più  candidature è stato Lincoln, con 12 candidature, seguito da Vita di Pi con 11.
Durante la serata si sono esibiti i protagonisti de Les Misérables, Adele con la canzone Skyfall, Jennifer Hudson e Catherine Zeta-Jones in alcuni medley da Dreamgirls e Chicago, Shirley Bassey con Goldfinger e Barbra Streisand con The Way We Were.
Tra i presentatori dei premi delle varie categorie appaiono anche: Jennifer Aniston e Channing Tatum che presentano i migliori costumi, Kerry Washington e Jamie Foxx annunciano il miglior film corto, Sandra Bullock per annunciare il miglior montaggio, Daniel Radcliffe e Kristen Stewart presentano il miglior design (scenografia), Dustin Hoffman e Charlize Theron presentano la miglior sceneggiatura originale e non, Jane Fonda e Michael Douglas per la miglior regia. Robert Downey Jr., Chris Evans, Mark Ruffalo, Jeremy Renner e Samuel L. Jackson presentano i migliori effetti speciali e la miglior fotografia. Il miglior film viene annunciato dall'inedita coppia Jack Nicholson e Michelle Obama, in diretta dalla Casa Bianca, e i vincitori dell'anno precedente Meryl Streep, Jean Dujardin, Octavia Spencer e Christopher Plummer hanno presentato le rispettive categorie invertite di genere.

## Vincitori e candidati
Vengono di seguito indicati in grassetto i vincitori. Ove ricorrente e disponibile, viene indicato il titolo in lingua italiana e quello in lingua originale tra parentesi.

### Miglior film

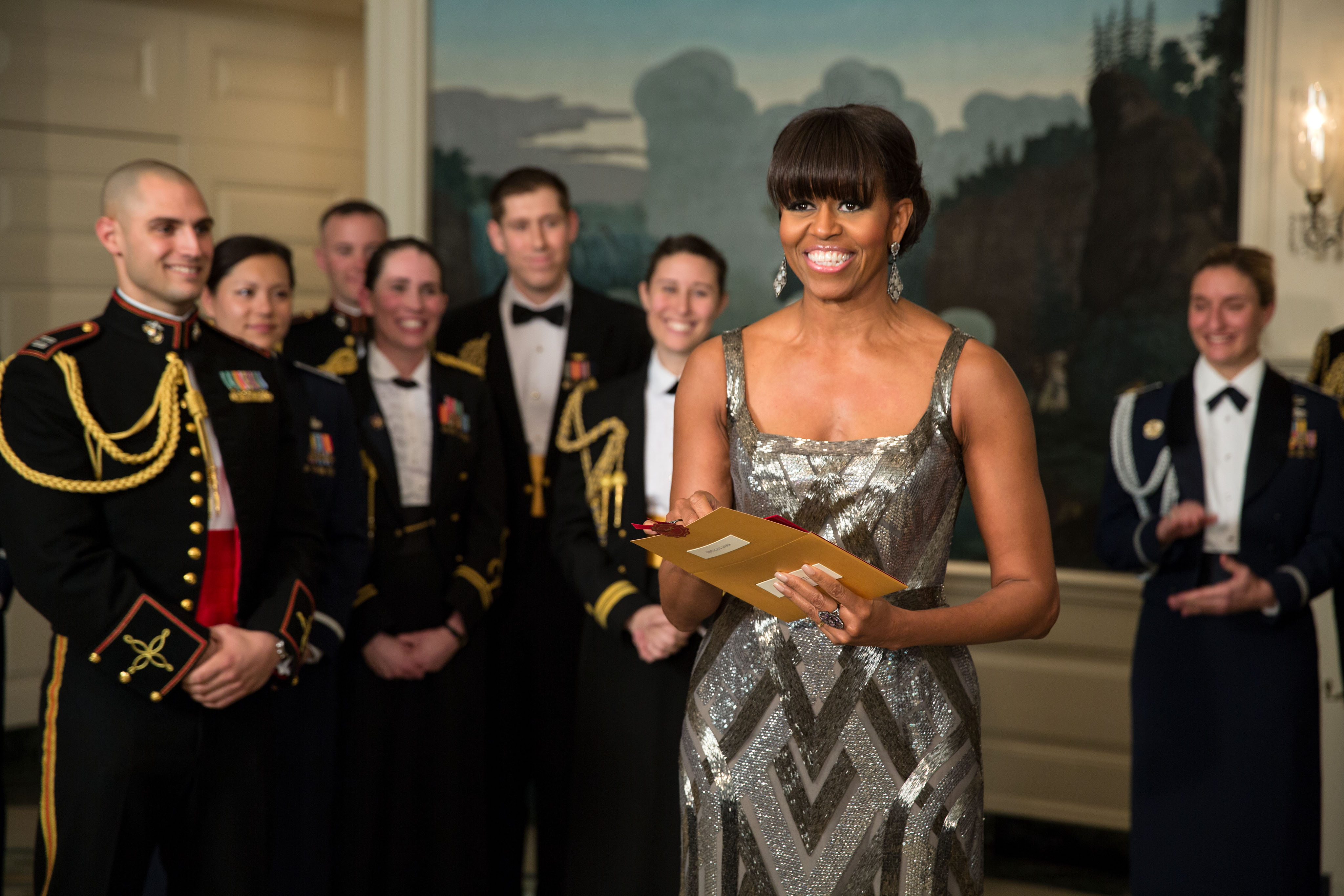
La First Lady Michelle Obama annuncia l'Oscar al miglior film per Argo

- Argo, a Ben Affleck, Grant Heslov e George Clooney
- Django Unchained, a Stacey Sher, Reginald Hudlin, e Pilar Savone
- Il lato positivo - Silver Linings Playbook (Silver Linings Playbook), a Donna Gigliotti, Bruce Cohen, e Jonathan Gordon
- Lincoln, a Steven Spielberg e Kathleen Kennedy
- Vita di Pi (Life of Pi), a Ang Lee, Gil Netter e David Womark
- Zero Dark Thirty, a Mark Boal, Kathryn Bigelow, e Megan Ellison
- Les Misérables, a Tim Bevan, Eric Fellner, Debra Hayward, e Cameron Mackintosh
- Re della terra selvaggia (Beasts of the Southern Wild), a Dan Janvey, Josh Penn, e Michael Gottwald
- Amour, a Margaret Menegoz, Stefan Arndt, Veit Heiduschka, e Michael Katz

### Miglior regia
- Ang Lee - Vita di Pi (Life of Pi)
- Michael Haneke - Amour
- David O. Russell - Il lato positivo - Silver Linings Playbook (Silver Linings Playbook)
- Steven Spielberg - Lincoln
- Benh Zeitlin - Re della terra selvaggia (Beasts of the Southern Wild)

### Miglior attore protagonista
- Daniel Day-Lewis - Lincoln
- Bradley Cooper - Il lato positivo - Silver Linings Playbook (Silver Linings Playbook)
- Hugh Jackman - Les Misérables
- Joaquin Phoenix - The Master
- Denzel Washington - Flight

### Miglior attrice protagonista
- Jennifer Lawrence - Il lato positivo - Silver Linings Playbook (Silver Linings Playbook)
- Jessica Chastain - Zero Dark Thirty
- Emmanuelle Riva - Amour
- Quvenzhané Wallis - Re della terra selvaggia (Beasts of the Southern Wild)
- Naomi Watts - The Impossible

### Miglior attore non protagonista
- Christoph Waltz - Django Unchained
- Alan Arkin - Argo
- Robert De Niro - Il lato positivo - Silver Linings Playbook (Silver Linings Playbook)
- Philip Seymour Hoffman - The Master
- Tommy Lee Jones - Lincoln

### Migliore attrice non protagonista
- Anne Hathaway - Les Misérables
- Amy Adams - The Master
- Sally Field - Lincoln
- Helen Hunt - The Sessions - Gli incontri (The Sessions)
- Jacki Weaver - Il lato positivo - Silver Linings Playbook (Silver Linings Playbook)

### Migliore sceneggiatura non originale
- Chris Terrio - Argo
- Lucy Alibar e Benh Zeitlin - Re della terra selvaggia (Beasts of the Southern Wild)
- Tony Kushner - Lincoln
- David Magee - Vita di Pi (Life of Pi)
- David O. Russell - Il lato positivo - Silver Linings Playbook (Silver Linings Playbook)

### Migliore sceneggiatura originale
- Quentin Tarantino - Django Unchained
- Wes Anderson e Roman Coppola - Moonrise Kingdom - Una fuga d'amore (Moonrise Kingdom)
- Mark Boal - Zero Dark Thirty
- John Gatins - Flight
- Michael Haneke - Amour

### Miglior film straniero
- Amour, regia di Michael Haneke (Austria)
- Kon-Tiki, regia di Joachim Rønning, Espen Sandberg (Norvegia)
- No - I giorni dell'arcobaleno (No), regia di Pablo Larraín (Cile)
- Royal Affair (En kongelig affære), regia di Nikolaj Arcel (Danimarca)
- Rebelle, regia di Kim Nguyen (Canada)

### Miglior film d'animazione
- Ribelle - The Brave (Brave), regia di Mark Andrews e Brenda Chapman
- Frankenweenie, regia di Tim Burton
- ParaNorman, regia di Sam Fell e Chris Butler
- Pirati! Briganti da strapazzo (The Pirates! Band of Misfits), regia di Peter Lord e Jeff Newitt
- Ralph Spaccatutto (Wreck-It Ralph), regia di Rich Moore

### Migliore fotografia
- Claudio Miranda - Vita di Pi (Life of Pi)
- Roger Deakins - Skyfall
- Janusz Kaminski - Lincoln
- Seamus McGarvey - Anna Karenina
- Robert Richardson - Django Unchained

### Migliore scenografia
- Rick Carter e Jim Erickson - Lincoln
- Sarah Greenwood e Katie Spencer - Anna Karenina
- David Gropman e Anna Pinnock - Vita di Pi (Life of Pi)
- Dan Hennah, Ra Vincent e Simon Bright - Lo Hobbit - Un viaggio inaspettato (The Hobbit: An Unexpected Journey)
- Eve Stewart e Anna Lynch-Robinson - Les Misérables

### Migliori costumi
- Jacqueline Durran - Anna Karenina
- Paco Delgado - Les Misérables
- Joanna Johnston - Lincoln
- Eiko Ishioka (candidatura postuma) - Biancaneve (Mirror Mirror)
- Colleen Atwood - Biancaneve e il cacciatore (Snow White and the Huntsman)

### Miglior trucco e acconciatura
- Lisa Westcott e Julie Dartnell - Les Misérables
- Howard Berger, Peter Montagna e Martin Samuel - Hitchcock
- Peter Swords King, Rick Findlater e Tami Lane - Lo Hobbit - Un viaggio inaspettato (The Hobbit: An Unexpected Journey)

### Migliori effetti speciali
- Bill Westenhofer, Guillaume Rocheron, Erik-Jan De Boer e Donald R. Elliott - Vita di Pi (Life of Pi)
- Joe Letteri, Eric Saindon, David Clayton e R. Christopher White - Lo Hobbit - Un viaggio inaspettato (The Hobbit: An Unexpected Journey)
- Cedric Nicolas-Troyan, Philip Brennan, Neil Corbould e Michael Dawson - Biancaneve e il cacciatore (Snow White & the Huntsman)
- Janek Sirrs, Jeff White, Guy Williams e Daniel Sudick - The Avengers
- Richard Stammers, Trevor Wood, Charley Henley e Martin Hill - Prometheus

### Miglior montaggio
- William Goldenberg - Argo
- Jay Cassidy e Crispin Struthers - Il lato positivo - Silver Linings Playbook (Silver Linings Playbook)
- Michael Kahn - Lincoln
- Tim Squyres - Vita di Pi (Life of Pi)
- Dylan Tichenor e William Goldenberg - Zero Dark Thirty

### Miglior sonoro
- Andy Nelson, Mark Paterson e Simon Hayes - Les Misérables
- John Reitz, Gregg Rudloff e Jose Antonio Garcia - Argo
- Andy Nelson, Gary Rydstrom e Ronald Judkins - Lincoln
- Scott Millan, Greg P. Russell e Stuart Wilson - Skyfall
- Ron Bartlett, D.M. Hemphill e Drew Kunin - Vita di Pi (Life of Pi)

### Miglior montaggio sonoro
- Per Hallberg e Karen Baker Landers - Skyfall (ex aequo)
- Paul N.J. Ottosson - Zero Dark Thirty (ex aequo)
- Erik Aadahl e Ethan Van der Ryn - Argo
- Wylie Stateman - Django Unchained
- Eugene Gearty e Philip Stockton - Vita di Pi (Life of Pi)

### Migliore colonna sonora
- Mychael Danna - Vita di Pi (Life of Pi)
- Alexandre Desplat - Argo
- Dario Marianelli - Anna Karenina
- Thomas Newman - Skyfall
- John Williams - Lincoln

### Migliore canzone
- Skyfall, musica e parole di Adele e Paul Epworth - Skyfall
- Before My Time, musica e parole di J. Ralph - Chasing Ice
- Everybody Needs A Best Friend, musica e parole di Walter Murphy e Seth MacFarlane - Ted
- Pi's Lullaby, musica e parole di Mychael Danna e Bombay Jayashri - Vita di Pi (Life of Pi)
- Suddenly, musica e parole di Claude-Michel Schönberg, Herbert Kretzmer e Alain Boublil - Les Misérables

### Miglior documentario
- Searching for Sugar Man, regia di Malik Bendjelloul e Simon Chinn
- 5 Broken Cameras, regia di Emad Burnat e Guy Davidi
- The Gatekeepers - I guardiani di Israele (The Gatekeepers), regia di Dror Moreh, Philippa Kowarsky e Estelle Fialon
- How to Survive a Plague, regia di David France e Howard Gertler
- The Invisible War, regia di Kirby Dick e Amy Ziering

### Miglior cortometraggio documentario
- Inocente, regia di Sean Fine e Andrea Nix Fine
- Kings Point, regia di Sari Gilman
- Mondays at Racine, regia di Cynthia Wade
- Open Heart, regia di Kief Davidson
- Redemption, regia di Jon Alpert e Matthew O'Neill

### Miglior cortometraggio
- Curfew, regia di Shawn Christensen
- Asad, regia di Bryan Buckley
- Buzkashi Boys, regia di Sam French
- Death of a Shadow, regia di Tom Van Avermaet
- Henry, regia di Yan England

### Miglior cortometraggio d'animazione
- Paperman, regia di John Kahrs
- Adam and Dog, regia di Minkyu Lee
- Fresh Guacamole, regia di PES
- Head over Heels, regia di Timothy Reckart
- The Simpsons: The Longest Daycare, regia di David Silverman

## Premi speciali

### Oscar onorario
- D. A. Pennebaker
- Hal Needham
- George Stevens Jr.

### Premio umanitario Jean Hersholt
- Jeffrey Katzenberg

## Modifiche alle categorie premiate
Per l'85ª edizione degli Academy Awards, sono state fatte modifiche a due categorie:
- Il premio Oscar per la migliore scenografia è stato rinominato dall'Academy Award Oscar al miglior design, in coincidenza con l'Art Directors Branch dell'AMPAS.[6]
- Il premio Oscar al miglior trucco è stato rinominato Oscar al miglior trucco e acconciatura.[7]
- Lo Hobbit - Un viaggio inaspettato ha vinto il premio oscar tecnico-scientifico a  Simon Clutterbuck , James Jacobs e al Dr. Richard Dorling per il sistema di pelle e muscoli di Gollum.